# Ramanova optická aktivita
Ramanova optická aktivita (ROA) (Raman optical activity) je technikou vibrační diferenční spektroskopie, která pomocí Ramanova jevu měří rozdíl v odezvě chirální molekuly vůči pravo- a levotočivě kruhově polarizovanému záření. Výsledkem měření Ramanovy optické aktivity jsou vždy dvě spektra – vlastní (diferenční) ROA spektrum a zdrojové (sumární) Ramanovo spektrum.
Společně s komplementární technikou vibračního cirkulárního dichroismu (VCD) jsou souhrnně tyto metody označovány termínem vibrační optická aktivita (VOA).

## Historie
ROA byla teoreticky předpovězena v roce 1969 Atkinsem a Barronem v článku nazvaném „Rayleighův rozptyl polarizovaných fotonů molekulami“. Následné zpřesnění teoretické předpovědi a zavedení bezrozměrné veličiny, tzv. diferenční cirkulární intenzity (circular intensity difference) popisující ROA provedl Barron a Buckingham v roce 1971.
S ohledem na experimentální obtížnost (ROA má nejméně o tři řády slabší signál než Ramanův rozptyl) se první skutečné ROA spektrum podařilo změřit až v roce 1973 Barronovi, Bogaardovi a Buckinghamovi v Cambridge, přičemž toto měření bylo nezávisle potvrzeno Hugem a dalšími v Berkeley až v roce 1975. První měření pokrývala pouze úzký spektrální rozsah ~300–400 cm−1 a týkala se dvou enantiomerů 1-fenylethylaminu a 1-fenylethanolu, které mají v této spektrální oblasti dvojici spřažených pásů ROA.
Další rozvoj ROA byl těsně spjat s pokrokem v citlivosti užívané detekční přístrojové techniky. Nejdříve, koncem 70. let, s přechodem od fotonásobičů k diodové řádce  a posléze především s nástupem CCD detektorů počátkem let 90., které umožnily získávat spektra ROA od biologicky důležitých molekul. Pokrok se však nevyhnul ani samotnému experimentálnímu uspořádání aparatur ROA. Až do konce 80. let byla ROA experimentálně realizována v pravoúhlé geometrii. V roce 1989 se ale na University Glasgow podařilo experimentálně potvrdit teoretický předpoklad, že geometrie zpětného rozptylu je pro získávání spekter ROA nejvýhodnější. 

## Experimentální uspořádání
Současný typický spektrometr ROA se skládá z budícího kontinuálního laseru, vysoce světelného zobrazovacího spektrografu a chlazeného CCD detektoru. ICP spektrometr má navíc v excitační větvi elektrooptický modulátor (Pockelsovu celu), pomocí kterého přepínáme mezi pravo- a levotočivou kruhovou polarizací dopadajícího laserového záření. Naopak SCP spektrometr užívá polarizační dělič, který dokáže prostorově oddělit pravo- a levotočivě kruhově polarizované komponenty v rozptýleném záření a pomocí vláknové optiky je přivést na vstup spektrografu a obě současně nad sebe zobrazit na CCD detektor. Spektrum ROA v obou případech získáme odečtením Ramanových spekter získaných pro pravo- resp. levotočivě kruhově polarizovanou složku.